# Lizaad Williams
Lizaad Buyron Williams (* 1. Oktober 1993 in Vredenburg, Südafrika) ist ein südafrikanischer Cricketspieler, der seit 2021 für die südafrikanische Nationalmannschaft spielt.

## Aktive Karriere
Williams gab sein List-A-Cricket-Debüt für Boland im Februar 2011 und sein First-Class-Debüt im Oktober 2012. In der Folge spielte er für die Cape Cobras. Sein Debüt in der Nationalmannschaft gab er dann im April 2021 gegen Pakistan, als er im Twenty20-Team zum Einsatz kam. Im zweiten Spiel der Serie erreichte er 3 Wickets für 35 Runs. Im Juli folgte dann sein ODI-Debüt in Irland. Im März 2022 gab er auch sein Test-Debüt gegen Bangladesch. Wie auch zuvor war das Fehlen von Spielern die Verträge in der Indian Premier League hatten der Grund für seine Nominierung. Im ersten Test konnte er dann 3 Wickets für 54 Runs erzielen. Daraufhin konnte er sich jedoch nicht im Team etablieren. Im Vorlauf zur Weltmeisterschaft erhielt er eine weitere Chance in der Twenty20-Serie gegen Australien im August 2023, bei der er im ersten Spiel 3 Wickets für 44 Runs erzielte. Als sich dann Anrich Nortje und Sisanda Magala vor dem Cricket World Cup 2023 verletzten, wurde er für das Turnier nachnominiert.